# Kolosi Tamás
Kolosi Tamás (Budapest, 1946. március 11.) Széchenyi-díjas szociológus, vállalkozó.

## Élete és munkássága
Középiskolai tanulmányait a budapesti Eötvös József Gimnáziumban végezte, majd az ELTE magyar-filozófia-esztétika szakára járt. Gimnazistaként amatőr színházi előadást, filmet rendezett, novellákat írt, kosárlabdázott.
Az egyetemen a filozófia története és a drámaesztétika foglalkoztatta leginkább. Végzősként részt vett egy egy éves intenzív szociológus képzésben a Társadalomtudományi Intézetben, amely később első munkahelye is lett.
1974-ben a Magyar Tudományos Akadémia kandidátusa lett. Már fiatalon a társadalmi rétegződés és a társadalmi egyenlőtlenségek elismert hazai és nemzetközi szaktekintélye volt. A nyolcvanas évek elején végzett „rétegződés-modell” vizsgálatához kidolgozta a késő Kádár-kori államszocialista társadalmának modelljét, melyben a redisztributív állami szektor és a piaci szektor kettőssége határozta meg az egyenlőtlenségi rendszer struktúráját.
Empirikus kutatásai során úttörő szerepet játszott a többváltozós matematikai statisztikai módszerek magyarországi meghonosításában. Kutatási területei közé tartozott többek között az empirikus mérések problémája a társadalomtudományokban, az életstílus vizsgálata, valamint az elitformálódás a posztkommunista átalakulás folyamán.
1985 nyerte el az MTA tudományok doktora címet. Ugyanebben az évben alapította meg a TÁRKI Társadalomkutatási Informatikai Egyesülést. 1984-85-ben Darmstadtban volt egyetemi tanár. 1982-től az ELTE docense, 1987-től egyetemi tanára, 2014-től professor emeritusa lett.
A nyolcvanas évektől vállalkozásokba kezdett a könyvkiadás és -kereskedelem terén. A 2000-es években a Líra Könyv Zrt. elnök-tulajdonosa lett.
1989-90 folyamán Németh Miklós miniszterelnök, 1998 és 2002 között pedig Orbán Viktor miniszterelnök tanácsadója volt.

## Válogatott publikációi
- Kolosi Tamás and Edmund Wnuk-Lipinski (eds.). 1983. Equality and Inequality under Socialism: Poland and Hungary Compared. London: International Sociological Association.
- Andorka, Rudolf and Tamás Kolosi (eds.). 1984. Stratification and Inequalities. Budapest: Institute of Social Sciences.
- Kolosi, Tamás., Peschar, J. and Róbert, P. 1985. "On reduction of social reproduction. A Hungarian–Netherlands comparison on the changing effects of social origin and education on the occupational position." in: M. Kaiser, R. Nuthmann and H. Stegmann (eds), Berufliche Verbleibsforschung in der Diskussion. Materialband 2, Nuremberg: IAB, pp. 3–28.
- Kolosi, Tamás. 1988. "Stratification and Social Structure in Hungary." Annual Review of Sociology. Vol. 14. P. 405-419.

## Családja
Felesége Zimányi Zsófia kulturális menedzser, fia Kolosi Péter műsorvezető. Lánya, 
Kolosi Beáta a Líra könyvkereskedelmi vállalat vezérigazgatója.

## Elismerések
- Széchenyi-díj (2001)